# Église Saint-Jean-Baptiste de Bonneveau
L'église Saint-Jean-Baptiste est une église catholique située à Bonneveau, en France.

## Localisation
L'église est située dans le département français de Loir-et-Cher, sur la commune de Bonneveau.

## Historique
L'édifice est classé au titre des monuments historiques en 1961, pour les parois et les peintures murales de l'abside, ainsi que les murs du chœur ; le reste de l'édifice est inscrit en 2008.